# Action de l'État en mer
 (septembre 2013).
Pour les articles homonymes, voir AEM.
En France, le vocable d'Action de l'État en mer (AEM) regroupe toutes les missions en mer relevant de l'État, à l'exception de celles liées à la défense nationale. L'accroissement des transports maritimes et des chargements à risques, ainsi que le développement des activités économiques et de loisirs en mer ont entraîné l'évolution du rôle de l'État en mer.

## Missions

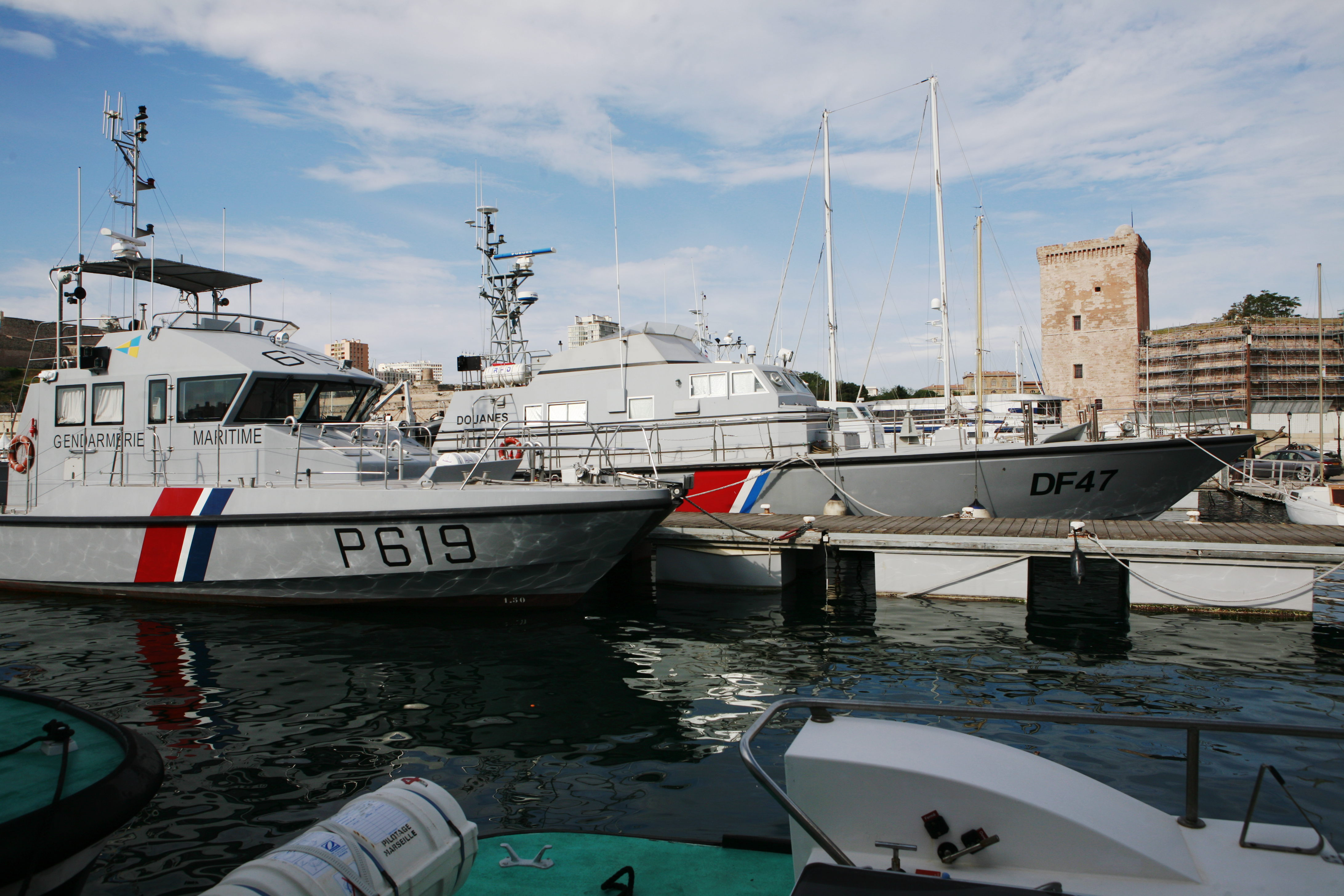
Le P619 Huveaune de la gendarmerie maritime devant un bateau des Garde-Côtes des douanes françaises.

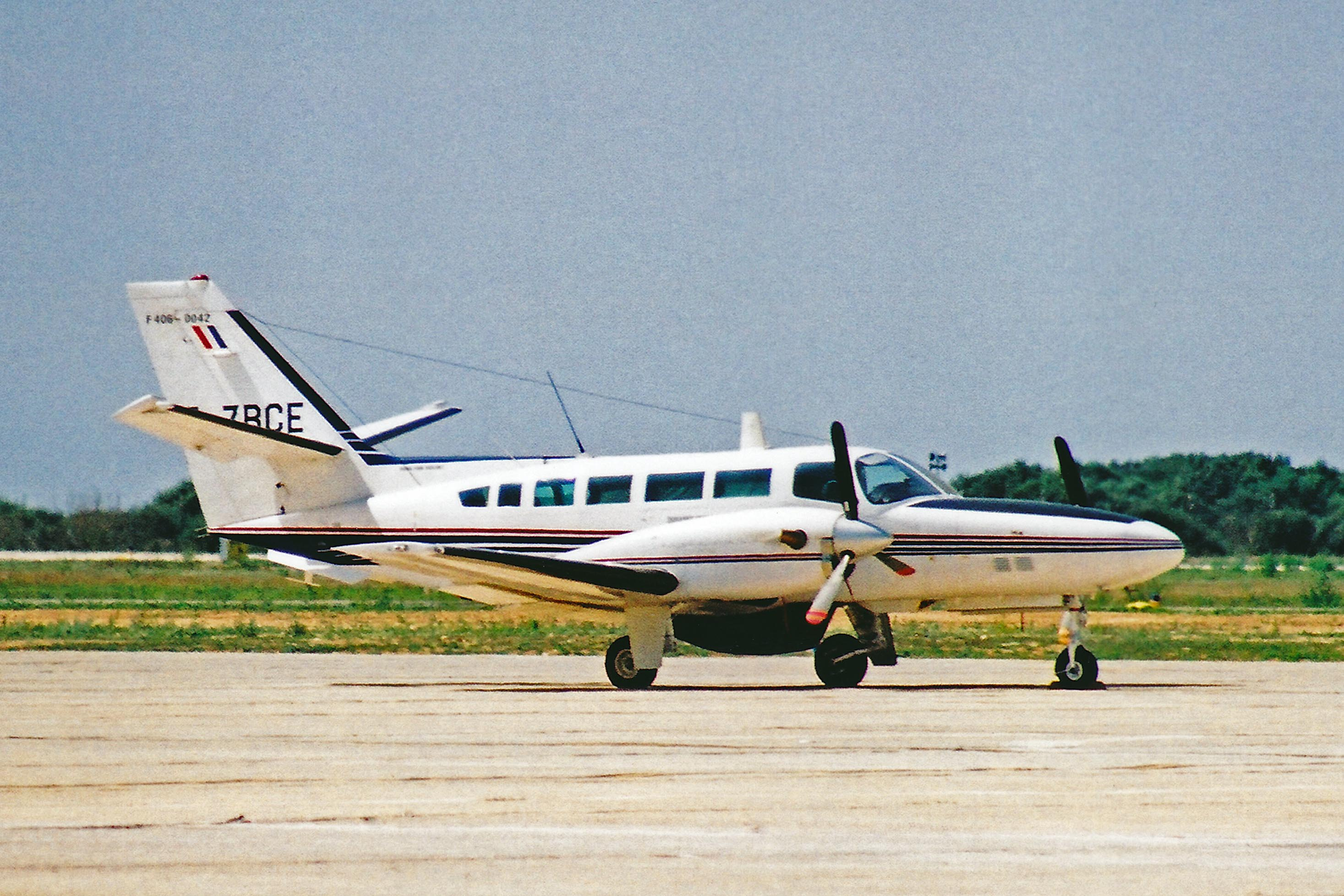
Un Reims-Cessna F406 SURMAR des douanes françaises.

Ces missions comprennent des missions d'administration et de gestion, ainsi que des missions de police et opérationnelles.
L'action de l'État en mer regroupe donc des missions relevant de plusieurs ministères, notamment :
- le ministère des Armées ;
- le ministère des Finances ;
- le ministère des Affaires étrangères et européennes (délimitations maritimes) ;
- le ministère de l'Agriculture et de la Pêche (gestion des ressources, police des pêches) ;
- le ministère de l'Intérieur (sûreté, contrôle des frontières et de l'immigration, sécurité civile) ;
- le ministère de l'Écologie, de l'Énergie, du Développement durable et de la Mer (lutte contre la pollution, protection du milieu marin, navigation maritime) ;
- le ministère des Outre-mer ;
- le ministère de la Culture (gestion du patrimoine subaquatique, recherche en archéologie sous-marine).

Les missions opérationnelles d'action de l'État en mer sont assurées par les moyens d'une ou plusieurs administrations publiques :
- la Marine militaire ;
- la Garde-côtes des douanes françaises ;
- la Gendarmerie nationale  ;
- les Affaires maritimes ;
- la sécurité civile ;
- la douane.
- l'Office Français de la Biodiversité par le biais des vedettes des Parcs Naturels Marins (PNM)

et, le cas échéant, par des associations ou par des sociétés privées auxquelles sont confiées des missions de service public, par exemple en matière de secours et de sauvetage en mer : la Société nationale de sauvetage en mer.

### Fondements
Le dispositif français d’action de l’État en mer (AEM) repose sur deux fondements : 
- la coordination entre administrations disposant de compétences et de moyens en mer ;
- l’implication du ministère de la Défense.

L'AEM recouvre aujourd'hui plus de quarante-cinq missions et implique plus de dix départements ministériels.

### Missions
Les missions concernent : 
- sécurité maritime et sauvetage en mer ;
- sûreté maritime et portuaire ;
- lutte contre les trafics illicites ;
- action de l’État contre les rejets illicites en mer (pollutions volontaires) ;
- lutte contre l’immigration illégale par la voie maritime ;
- surveillance et contrôle des pêches.

Interministérielle dans son principe et inter-administrations dans son fonctionnement, l'action de l'État en mer est dirigée par le Premier ministre, à travers le secrétariat général de la Mer. Plus de dix ministères concourent, à des titres et à des degrés divers, à l'intervention de l'État en mer. Le sauvetage des personnes et des biens, la prévention de la pollution et la lutte contre la pollution ont exercé une forte motivation conduisant l'État à structurer sa capacité d'action en mer. Le Président de la République Nicolas Sarkozy a annoncé dans son discours sur la politique maritime de la France, au Havre, le 16 juillet 2009, la création de la fonction garde-côtes, mise en œuvre par le Livre bleu, stratégie nationale pour la mer et les océans (décembre 2009). Il ne s'agit pas de créer un nouveau service de l'État, mais de mutualiser les moyens d'action des différentes administrations qui agissent en mer. Fondée sur des critères d'efficience et d'économie des ressources, cette adaptation doit faciliter le pilotage plus performant d'une organisation existante. Elle apporte également une contribution visible au développement de la politique intégrée de l'Union européenne. Cette nouvelle fonction s'accompagne de la création d'un Comité directeur de la fonction « garde-côtes » et d'un Centre opérationnel dédié à la tenue de situation maritime de référence au profit des autorités et de l'ensemble des administrations ou services. 
Les ministères de la Défense, des Finances et des Transports, qui disposent de moyens navals, sont plus spécifiquement insérés dans un dispositif de coordination, pour les besoins des missions définies par le décret du 6 février 2004 relatif à l'action de l'État en mer : « la défense des droits souverains et des intérêts de la nation, le maintien de l'ordre public, la sauvegarde des personnes et des biens, la protection de l'environnement et la coordination de la lutte contre les activités illicites ».
L'autorité déconcentrée de l'État est confiée dans ce domaine en métropole aux préfets maritimes. Outre-mer, elle est confiée au délégué du gouvernement (préfet ou haut-commissaire de la République) assisté de l'officier de marine commandant la zone maritime.
Au quotidien, chaque administration exerce ses responsabilités propres en mer. La coordination des différentes administrations est assurée par le préfet maritime (outre-mer, par le délégué du gouvernement assisté du commandant de la zone maritime), autorité responsable de la direction des opérations dans le secteur d'intervention.